# Amalia van Hohenzollern-Sigmaringen
Amalia Antoinnette Caroline Adriene van Hohenzollern-Sigmaringen (Sigmaringen, 30 april 1815 - aldaar, 14 januari 1841) was een prinses van Hohenzollern-Sigmaringen. 
Zij was het derde kind en de tweede dochter van Karel van Hohenzollern-Sigmaringen en Marie Antoinette Murat, een nicht van Joachim Murat. 
Zelf trouwde ze op 25 juli 1835 met Eduard van Saksen-Altenburg. Het paar kreeg vier kinderen:
- Theresia Amalia (1836-1914), trouwde met prins Augustus van Zweden
- Antoinette (1838-1908), trouwde met Frederik I van Anhalt
- Lodewijk (1839-1844)
- Johan Frederik (1841-1844)